# Przemysław Stańczyk
Przemysław Stańczyk (Szczecin; 12 de febrero de 1985) es un nadador polaco retirado especializado en pruebas de estilo libre larga distancia, donde consiguió ser campeón mundial en 2007 en los 800 metros estilo libre.

## Carrera deportiva
En el Campeonato Mundial de Natación de 2007 celebrado en Melbourne ganó la medalla de oro en los 800 metros estilo libre, con un tiempo de 7:47.91 segundos, por delante del australiano Craig Stevens (plata con 7:48.67 segundos) y el italiano Federico Colbertaldo (bronce con 7:49.98 segundos).